# B 1903 Kopenhagen
Der Boldklubben 1903 (deutsch Ballklub 1903, kurz: B 1903) ist ein dänischer Fußballverein aus Kopenhagen.

## Geschichte
Der am 2. Juni 1903 im Kopenhagener Stadtteil Østerbro gegründete reine Fußballverein wurde zu Beginn der 20er Jahre erstmals dänischer Meister, nachdem er bereits zuvor mehrfacher Kopenhagener Meister gewesen ist.
B 1903 konnte sich elfmal für europäische Vereinswettbewerbe qualifizieren, wobei der größte Erfolg in der Saison 1991/92 zu verzeichnen war, als man im UEFA-Pokal bis ins Viertelfinale vordringen konnte. In der 2. Runde wurde dabei der deutsche Rekordmeister FC Bayern München mit 6:2 daheim und 0:1 auswärts aus dem Wettbewerb geworfen.
Nachdem zu Anfang der 1990er Jahre bei B 1903 immer weniger Zuschauer zu den Spielen kamen und die finanzielle Unterstützung seitens eines Großsponsoren für die Zukunft unsicher war, sowie beim lokalen Konkurrenten Kjøbenhavns Boldklub (KB) die Erfolge ausgeblieben waren und zudem der Vorortverein Brøndby IF die Vorreiterrolle in der Region und in ganz Dänemark übernommen hatte, wurde 1992 die Fusion der Profimannschaften von B 1903 und KB zum FC Kopenhagen beschlossen.
Seitdem existiert B 1903 als eigenständiger Verein mit einer Amateur-Herrenmannschaft und eigener Jugendabteilung. Alle Mannschaften fungieren jedoch als dem FC Kopenhagen unterstehende Abteilungen, die erste Herrenmannschaft ist daher als im Rang einer zweiten Mannschaft des FC Kopenhagen spielende Elf anzusehen.

## Spielstätten
Die Heimspiele wurden seit 1976 im Gentofte Stadion ausgetragen. Davor waren das Idrætspark-Stadion, Vorgänger des heutigen Parken-Stadions, und ein Bolzplatz im Fælledparken Heimstätten des B 1903. Seit 1992 spielt der Club auf dem dem Vereinsgelände zugehörigen B 1903-Platz im Kopenhagener Vorort Hellerup.

## Bekannte ehemalige Spieler
In Klammern: Zeit der Vereinszugehörigkeit als Spieler
- Birger Jensen (1969 – 1974)
- Per Frandsen (1988 – 1990)
- Jakob Friis-Hansen (1985 – 1987 & 1988 – 1989)
- Allan Michaelsen (1963 – 1969)
- Torben Piechnik (1990 – 1992)

## Sportliche Erfolge
- Dänische Fußballmeisterschaft
  - Meister: 1920, 1924, 1926, 1938, 1969, 1970, 1976
  - Vize-Meister: 1933, 1934, 1972, 1977, 1989, 1992
  - Dritter: 1930, 1941, 1963, 1965, 1974, 1979, 1982
- Dänischer Fußballpokal
  - Sieger: 1979, 1986
  - Finalist: 1982, 1992
- Europapokal der Landesmeister
  - Achtelfinale: 1977/1978
- Europapokal der Pokalsieger
  - 1. Runde: 1979/80, 1986/87
- UEFA-Pokal
  - Viertelfinale: 1991/92

## Statistik
| Spielzeit | Liga        | Platz |
| --------- | ----------- | ----- |
| 1945/46   | 1. Division | 06.   |
| 1946/47   | 1. Division | 06.   |
| 1947/48   | 1. Division | 05.   |
| 1948/49   | 1. Division | 06.   |
| 1949/50   | 1. Division | 05.   |
| 1950/51   | 1. Division | 05.   |
| 1951/52   | 1. Division | 08.   |
| 1952/53   | 1. Division | 09.   |
| 1953/54   | 1. Division | 08.   |
| 1954/55   | 1. Division | 05.   |
| 1955/56   | 1. Division | 06.   |
| 1956/57   | 1. Division | 10.   |
| 1958      | 2. Division | 01.   |
| 1959      | 1. Division | 10.   |
| 1960      | 1. Division | 09.   |
| 1961      | 1. Division | 04.   |

| Spielzeit | Liga        | Platz |
| --------- | ----------- | ----- |
| 1962      | 1. Division | 09.   |
| 1963      | 1. Division | 03.   |
| 1964      | 1. Division | 10.   |
| 1965      | 1. Division | 03.   |
| 1966      | 1. Division | 08.   |
| 1967      | 1. Division | 11.   |
| 1968      | 2. Division | 01.   |
| 1969      | 1. Division | 01.   |
| 1970      | 1. Division | 01.   |
| 1971      | 1. Division | 08.   |
| 1972      | 1. Division | 02.   |
| 1973      | 1. Division | 09.   |
| 1974      | 1. Division | 03.   |
| 1975      | 1. Division | 06.   |
| 1976      | 1. Division | 01.   |
| 1977      | 1. Division | 02.   |

| Spielzeit | Liga        | Platz |
| --------- | ----------- | ----- |
| 1978      | 1. Division | 05.   |
| 1979      | 1. Division | 03.   |
| 1980      | 1. Division | 07.   |
| 1981      | 1. Division | 13.   |
| 1982      | 1. Division | 03.   |
| 1983      | 1. Division | 14.   |
| 1984      | 2. Division | 01.   |
| 1985      | 1. Division | 12.   |
| 1986      | 1. Division | 05.   |
| 1987      | 1. Division | 09.   |
| 1988      | 1. Division | 04.   |
| 1989      | 1. Division | 06.   |
| 1990      | 1. Division | 02.   |
| 1991      | Superliga   | 07.   |
| 1991/92   | Superliga   | 02.   |